# Stenichneumon exsculptus
Stenichneumon exsculptus là một loài tò vò trong họ Ichneumonidae.